# Szerdáb
A szerdáb (arabul  سرداب – sirdāb, jelentése „pince”, a perzsa „hideg víz” kifejezésből) az egyiptomi óbirodalmi magánsírok egyik jellegzetes helyisége, ahol a sír tulajdonosának halotti szobra kapott helyet. A szerdáb el volt zárva a külvilágtól, legfeljebb kis méretű ablakkal, kémlelőnyílással állt kapcsolatban a sír többi részével, illetve a sír környezetével. A királyi temetkezésekhez nem építettek szerdábot, Dzsószer Lépcsős piramisának közismert szerdábja ritka kivétel.

## Eredete
A nem királyi személyek részéről is jelen volt az igény, hogy a haláluk után tovább létezhessenek, aminek hitük szerint feltétele volt, hogy a ba-lelkük felismerhesse a testüket. Ennek biztosítására terjedt el a halotti szobrok állításának szokása, amely szobrok a test esetleges pusztulásakor helyettesíteni tudták azt. A szobrok elhelyezése helyenként és koronként változó a masztabán belül. A III. dinasztia vége felé jelent meg a szerdáb, mint a szobor helye, és a IV. dinasztia korában terjedt el.

## Használata

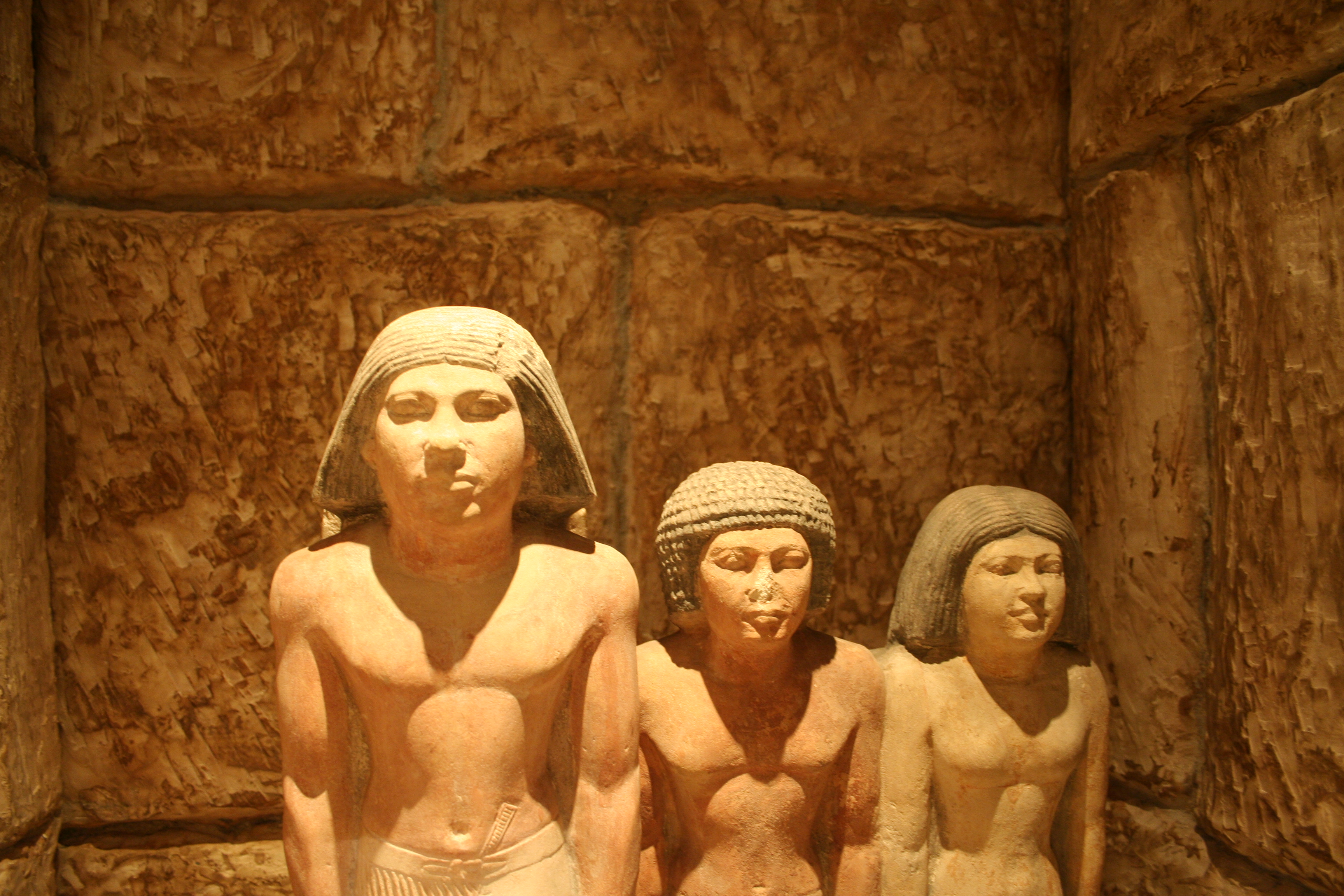
Nianhhnum egyedül és a feleségével ábrázoló szobrok a Lipcsei Egyiptomi Múzeumban rekonstruált szerdábban (V-VI. dinasztia)

A régebbi stílusban emelt masztabákhoz utólag építettek szerdábot a halotti szobor megfelelő elhelyezésére. Ilyen például Baefba gízai masztabája, a G5230-as masztaba, amelyhez kívülről két toldalékot, szoborházat is építettek, egyenként négy-négy szerdábbal, amelyekben 30-50 halotti szobrot helyeztek el. (III.) Szesemnofer gízai masztabájának szoborházában a szerdábok fala palotahomlokzat-díszítést kapott, és több álajtó is helyet kapott bennük.
Azoknál a síroknál, ahol a szerdábot már a masztaba építésekor kialakították, a szerdáb nem volt megközelíthető, mivel nem volt bejárata. A sír többi részével csak egy vagy több, kis méretű ablakon, vagy apró kémlelőnyíláson állt kapcsolatban. Egyes masztabákban előfordulnak helyiségek, amelyek a masztaba többi helyiségével még ilyen kapcsolatban sincsenek, de ezek nem szerdábok - a kapcsolat az áldozatok fogadásához fontos volt. (Az elhunyt az áldozatokhoz egy másik módon, az álajtókon keresztül is hozzájuthatott.)
A IV. dinasztia idején, Hnum-Hufu uralkodása alatt a sírművészetben egy, a temetkezési szokásokra is kiható központosító törekvés mutatkozik meg, amely arra irányul, hogy a sírok rejtett részein ne lehessen semmi, a király hatalmára és túlvilági létére esetleg veszélyes szöveg vagy ábrázolás. Ebben az időszakban a masztabákhoz nem épült sem szerdáb, sem álajtó, a halotti kultusznak a masztabán kívül kialakított kis áldozati kápolnák adnak helyt. Az elhunytat helyettesítő halotti szobrot ebben az időben a gyakran csodálatos művészi kivitelű pótfejek váltják ki.
A VI. dinasztiától kezdve a szerdáb volt a szolgaszobrok helye is.

## Királyi temetkezések

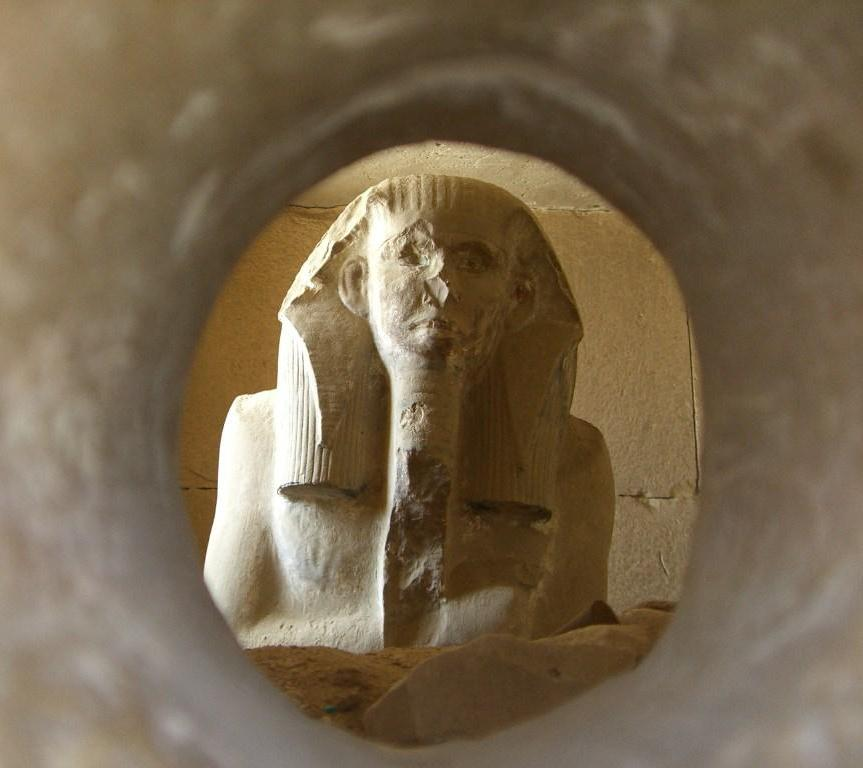
Dzsószer kultuszszobra a Lépcsős piramis szerdábjából

Szinte természetes, hogy az uralkodóknak is szükségük volt a testüket helyettesítő halotti szobrokra, de a kultuszuk eltérő jellege révén ezeknek hozzáférhetőknek kellett lenniük. A kultuszszobrot a rítus során mosdatták-öltöztették, így az nem lehetett elzárt helyen. Ez az oka annak, hogy az uralkodói temetkezésekhez nem épült szerdáb. A Dzsószer szakkarai Lépcsős piramisának északi oldalán álló szerdáb (Dieter Arnold megfogalmazásában „szerdáb-szerű kápolna”) olyan kivétel, amit a későbbiekben nem követett a gyakorlat.

## Ajánlott irodalom
- Kákosy László. Az ókori Egyiptom története és kultúrája. Budapest: Osiris (2003). ISBN 963-389-497-2 ISSN 1218-9855
- Kákosy László, Varga Edit. Egy évezred a Nílus völgyében (Memphisz az Óbirodalom korában). Budapest: Gondolat Kiadó. ISBN nélkül [1970]
- szerk.: Shaw, Ian: Az ókori Egyiptom története. Debrecen: Gold Book Kiadó. Fordította: Kmilcsik Ágnes (2004). ISBN 963-425-022-X